# RollerCoaster Tycoon (trò chơi điện tử)
RollerCoaster Tycoon là một trò chơi mô phỏng xây dựng và quản lý xoay quanh công việc quản lý công viên giải trí. Trò chơi do hãng Chris Sawyer Productions phát triển và Hasbro Interactive phát hành cho Microsoft Windows vào năm 1999 và sau đó được Infogrames port sang Xbox vào năm 2003. Đây là phần đầu tiên trong loạt RollerCoaster Tycoon  và là trò chơi duy nhất được phát hành cho một hệ máy chơi game console thuộc loạt này trong mười lăm năm cho đến năm 2018, khi RollerCoaster Tycoon Adventures được phát hành dành riêng cho Nintendo Switch.
RollerCoaster Tycoon đã nhận được hai bản mở rộng: Added Attractions (được phát hành ở Mỹ với tên Corkscrew Follies) vào năm 1999, và Loopy Landscapes vào năm 2000. Hai phiên bản đặc biệt được phát hành: RollerCoaster Tycoon Gold/Totally Roller Coaster vào năm 2002, bao gồm cả bản gốc, Added Attractions/Corkscrew Follies, và Loopy Landscapes; và RollerCoaster Tycoon Deluxe vào năm 2003, trong đó có nội dung Gold cộng với nhiều thiết kế hơn cho các chuyến tàu lượn có thể tùy chỉnh khác nhau.
RollerCoaster Tycoon chủ yếu mô phỏng việc xây dựng một công viên giải trí. Tuy nhiên, điểm nổi bật và cũng là cốt lõi của trò chơi này là trò tàu lượn với các vòng quay uốn lượn đủ làm khiếp vía những kẻ gan dạ nhất. Đây là điểm mấu chốt của trò chơi, người chơi phải sáng tạo ra các vòng quay không những đẹp mắt mà còn phải phù hợp với đa số khách hàng. Dĩ nhiên, bên cạnh đó người chơi cũng có vô số các trò chơi khác trong thể loại cảm giác mạnh. Và như mọi trò chơi xây dựng truyền thống, người chơi sẽ phải đối đầu với đủ thứ vấn đề trên trời dưới đất như vệ sinh công cộng, bảo dưỡng các thiết bị, chống trộm...

## Lối chơi
Tiền đề của trò chơi là hoàn thành một loạt các kịch bản định sẵn bằng cách xây dựng và duy trì thành công các công viên giải trí thông qua quyền sở hữu doanh nghiệp như một doanh nhân công viên chủ đề. Người chơi có thể chọn từ hàng chục loại tàu lượn siêu tốc và cũng có thể chế tạo các loại máng trượt nước, đu quay ngựa gỗ, xe điện đụng, nhà ma ám, go-kart, vòng đu quay, và thuyền lắc, trong số những trò khác.

Một ảnh chụp màn hình cho thấy trò trượt máng nước.

Người chơi có thể thuê lao công để quét dọn đường sá, hốt rác, tưới cây và cắt cỏ; thợ cơ khí để kiểm tra và sửa chữa những trò tàu lượn; nhân viên bảo vệ để ngăn chặn phá hoại trong công viên; và người làm trò mua vui cho khách. Địa lý và cảnh quan của công viên có thể được sửa đổi, cho phép người chơi hạ thấp/nâng cao địa hình và thêm nước để cải thiện sức hấp dẫn của công viên, cũng như cho phép các trò tàu lượn phù hợp với môi trường xung quanh dễ dàng hơn. Người chơi cũng phải cân bằng nhu cầu của du khách bằng cách chiến lược là đặt quầy bán đồ ăn, quầy bán đồ ăn vặt, phòng tắm và quầy thông tin.
Người chơi cũng có tùy chọn xây dựng các thiết kế tàu lượn siêu tốc của riêng mình cũng như các trò tàu lượn khác bằng cách đặt các mảnh đường ray riêng lẻ, chọn hướng, chiều cao và độ dốc và thêm các yếu tố như lộn vòng không trọng lượng, xoắn ốc, vòng xoay thẳng đứng, và thậm chí cả các bức ảnh trên tàu lượn, sử dụng hệ thống xây dựng theo ô vuông.

### Kịch bản

Tàu lượn đường ray đôi Claustrophobia (đen) và Agoraphobia (trắng) trong màn chơi kịch bản Diamond Heights

Có 21 kịch bản kèm theo RollerCoaster Tycoon, cũng như 30 kịch bản khác trong bản mở rộng Corkscrew Follies, và 30 kịch bản khác trong bản mở rộng Loopy Landscapes, tổng cộng là 81 kịch bản nếu toàn bộ được cài đặt. Hoàn thành thành công một kịch bản sẽ mở khóa cái tiếp theo. Ngoài ra, Mega Park is được mở khóa khi tất cả 21 kịch bản được hoàn thành. Kịch bản này không có mục tiêu (ngoại trừ "Have Fun!"), Nhưng cho phép người chơi xây dựng trên gần như toàn bộ bản đồ, và cuối cùng có tất cả các điểm tham quan có sẵn để xây dựng. Đây là cái gần nhất với công viên "sandbox", ngoại trừ người chơi không có số tiền không giới hạn để làm việc, chỉ có khoản vay 50.000 đô la.
Một số kịch bản dựa trên các công viên ngoài đời thực. Ví dụ, 'Katie's Dreamland' (Katie's World trong phiên bản Mỹ) dựa trên Lightwater Valley, hoàn chỉnh với tàu lượn siêu tốc The Ultimate đặc trưng của công viên đó (The Storm).
Có sẵn hai kịch bản chính thức để tải xuống trên trang web của Hasbro: Fort Anachronism và Alton Towers. Alton Towers kèm theo trong bản mở rộng Loopy Landscapes với Heide Park và Blackpool Pleasure Beach và được cập nhật để tận dụng các thành phần game mới. Cả hai kịch bản cũng được bao gồm như là một phần của RollerCoaster Tycoon Deluxe. Phiên bản tại Anh của RollerCoaster Tycoon Deluxe gồm có Blackpool Pleasure Beach thay cho Fort Anachronism.

## Phát triển
Nhà thiết kế game người Scotland Chris Sawyer ghét tàu lượn siêu tốc trước khi anh bắt đầu làm RollerCoaster Tycoon. Ban đầu, ông muốn tạo ra phần tiếp theo cho Transport Tycoon rất thành công của mình. Tuy nhiên, sau đó, ông quyết định biến RollerCoaster Tycoon thành một cái cớ để đi thử, hoặc "nghiên cứu", tàu lượn siêu tốc, mà ông thích làm và bị ám ảnh. Trò chơi được gọi là White Knuckle cho phần lớn sự phát triển của game. Tuy nhiên, tiếp nối truyền thống của các tựa game Tycoon, trò chơi đã được đổi tên cho phù hợp.
Trò chơi được phát triển tại một ngôi làng nhỏ gần Dunblane trong suốt hai năm. Sawyer đã viết 99% mã cho RollerCoaster Tycoon bằng hợp ngữ x86, với một phần trăm còn lại được viết bằng C. Đồ họa được thiết kế bởi họa sĩ Simon Foster bằng cách sử dụng một số chương trình mô hình hóa, kết xuất và vẽ 3D. Nhờ những nỗ lực của mình, Sawyer đã kiếm được khoảng 30 triệu đô la doanh thu.

## Phát hành
Hai bản mở rộng đã được phát hành cho Roller Coaster Tycoon bao gồm các trò chơi, phương tiện và kịch bản mới. Bản đầu tiên, Added Attractions, được biết đến ở Bắc Mỹ với tên gọi Corkscrew Follies, được phát hành vào tháng 11 năm 1999. Bản thứ hai, Loopy Landscapes, được phát hành vào tháng 9 năm 2000. Phiên bản Loopy Landscapes ở Bắc Mỹ bao gồm tất cả nội dung trong Corkscrew Follies. Phiên bản này chủ yếu cung cấp thêm những bối cảnh mới (Rocket ship, Medieval castle...) và dựa trên chúng, người chơi cũng có thể xây dựng thêm nhiều công trình mới như những cửa hàng mới lớn hay những quầy hàng nhỏ đa dạng khác nhau. Bản mở rộng này cũng cung cấp cho người chơi 30 màn chơi riêng lẻ mới.
Vào năm 2002, một bản tổng hợp của bản gốc và cả hai bản mở rộng gói gọn trong một hộp duy nhất, RollerCoaster Tycoon Gold đã được Infogrames phát hành ở Bắc Mỹ. Infogrames Europe đã phát hành bản tổng hợp của riêng họ vào cùng năm được gọi là Totally RollerCoaster, which bao gồm bản gốc và bản Loopy Landscapes trên các đĩa riêng biệt. RCT Gold được phát hành lại vào năm 2003 với tên gọi RollerCoaster Tycoon Deluxe, bao gồm tất cả các nội dung của Gold trên một đĩa. Deluxe về sau được phát hành trên các nền tảng phân phối kỹ thuật số như GOG.com và Steam và vào tháng 7 năm 2014, các phiên bản này đã được cập nhật để gồm thêm các phiên bản bản ngữ châu Âu, trước đây có sẵn dưới dạng phiên bản bán lẻ riêng biệt.
Một phiên bản cho Xbox cũng được hãng Frontier Developments phát hành năm 2003. Bản port này chủ yếu giống như phiên bản PC gốc và bao gồm cả hai bản mở rộng.

## Đón nhận
Alan Dunkin của GameSpot gọi đó là "một mô phỏng quản lý thú vị khác từ tâm trí của Chris Sawyer." Những lời khen ngợi của ông bao gồm việc đặt tên tùy chỉnh mọi thứ trong công viên và hiệu ứng âm thanh thực tế, chính xác theo vị trí. Tuy nhiên, ông không thích tốc độ giới hạn của trò chơi, lý do rằng "khi bạn đang cố gắng quản lý công viên giải trí mới nhất của mình, thời gian trôi qua nhanh, có lẽ nhanh hơn bạn muốn." Ông cũng chỉ trích số lượng kịch bản hạn chế và người chơi không thể tự tạo ra cho riêng mình. Jason Bates của IGN còn gọi đây là một trò chơi thú vị. Ông viết rằng việc thực hiện những mẫu đường trượt siêu tốc tùy chỉnh có thể mất nhiều thời gian và rất bực bội lúc đầu, và người chơi sẽ phải trả quá nhiều tiền cho các nhiệm vụ như thay đổi mặt đất, định vị lại cây cối và xây dựng lối đi, trong khi họ thiết kế tàu lượn siêu tốc của mình. Tuy nhiên, một khi người chơi thành thạo như vậy, "Bạn sẽ có rất nhiều niềm tự hào khi thiết kế một đường trượt kiểu xoắn ốc, điên rồ mà gió thổi vào và ra khỏi hồ và những quầy bán xúc xích, sơn nó màu hồng và màu cam kiểu neon, và đặt tên cho nó kiểu như Vominator. Và sau đó khi những đứa trẻ bắt đầu xếp hàng với những vé 5 đô la đó, bạn sẽ sẵn sàng bắt đầu tiết kiệm cho tác phẩm phóng túng lố bịch tiếp theo của mình." Ben Silverman của Game Revolution đã nhấn mạnh phong cách đồ họa của trò chơi: "Bản chất của trò chơi không đòi hỏi đồ họa lạ mắt, và may mắn là mọi thứ chạy trơn tru. Mức độ chi tiết rất tuyệt, từ vị khách buồn nôn mặt xanh đến mái rạp bằng vải đang cuộn tên gọi của chuyến tàu lượn ở lối vào." Ông cũng ca ngợi vô số khả năng trong việc thiết kế các chuyến tàu lượn siêu tốc, cũng như số lượng chi tiết cụ thể khổng lồ, chẳng hạn như vị trí của một gian hàng thực phẩm, người chơi nên và có thể tập trung vào công viên của họ, với chỉ trích nhỏ về giao diện "cẩu thả".
Gary Eng Walk của Entertainment Weekly, người đã xếp game hạng A, gọi đó là "Khá đúng nghĩa, chuyến đi chơi hồi hộp của mùa hè", và năm 2003, tạp chí đã xếp hạng RollerCoaster Tycoon đứng thứ 68 trong danh sách "100 tựa game vĩ đại nhất" của họ. Aaron Curtis của Los Angeles Times đã ca ngợi trò chơi này, nói rằng nó "đủ đơn giản để tận hưởng ngay lập tức nhưng đủ tinh vi để giữ cho cả nhà quy hoạch công viên ám ảnh nhất được hạnh phúc trong nhiều tuần."
Bản port Xbox nhận được xếp hạng hỗn hợp do cải thiện rất ít. Các tính năng độc quyền duy nhất là không có nút menu (truy cập bằng cách giữ nút X và B) và con trỏ kính lúp có thể được bật bằng cách nhấp vào ngón tay cái bên trái.
RollerCoaster Tycoon đã giành giải thưởng "Game Chiến lược của Năm" 1999 của Computer Games Strategy Plus, và các biên tập viên đã ca ngợi đây là "một trò chơi tuyệt vời mà hầu như đảm bảo sẽ đặt một nụ cười trên khuôn mặt của ngay cả những game thủ khó tính nhất." PC Gamer US và CNET Gamecenter đã đề cử trò chơi cho giải thưởng "Trò chơi Chiến lược Thời gian thực Hay nhất", nhưng lần lượt chúng đã thuộc về Age of Empires II: The Age of Kings và Homeworld. Các biên tập viên của ấn phẩm trước đây viết rằng RollerCoaster Tycoon "đã làm sống lại tiểu thể loại công viên chủ đề với thiết kế rắn chắc và lối chơi gây nghiện."

### Doanh số
Theo PC Data, đây là tựa game PC bán chạy thứ ba trong tuần vào ngày 25 tháng 7 năm 1999 và vươn lên vị trí thứ hai vào tuần tới. Đó là danh hiệu PC bán chạy thứ hai trong cùng tháng đó và là sản phẩm bán chạy thứ ba trong tháng 8 năm đó. Nó trở lại vị trí thứ hai trong tuần từ 29 tháng 8 đến 4 tháng 9, cũng như lấy lại vị trí số hai một lần nữa cho tháng 9. Vào ngày 18 tháng 1 năm 2000, RollerCoaster Tycoon được công bố là tựa game PC bán chạy nhất năm 1999. Doanh số của nó tại Mỹ đạt tổng cộng 719.535 bản trong năm đó, với doanh thu 19,6 triệu đô la Mỹ—tổng doanh thu cao thứ ba trong năm 1999. Chris Sawyer cho biết khi trả lời về sự thành công thương mại của trò chơi, "Tôi nghĩ mọi người đều hơi choáng váng vì thành công về doanh số của RollerCoaster Tycoon, kể cả bản thân tôi. Tôi luôn tin vào khái niệm trò chơi, nhưng tôi không ngờ nó có rất nhiều sự hấp dẫn bao quát giữa những game thủ thuộc mọi thành phần." RollerCoaster Tycoon cũng nhận được giải thưởng "Gold" từ Verband der Unterhaltungssoftware Deutschland (VUD) vào cuối tháng 8 năm 1999, cho doanh số ít nhất 100.000 bản trên khắp nước Đức, Áo và Thụy Sĩ.
RollerCoaster Tycoon đã khởi đầu sự thành công lâu dài tại Mỹ. Trey Walker của GameSpot lưu ý vào cuối năm 2001 rằng nó đã "xuất hiện trong danh sách top 10 [doanh số hàng tuần] gần như liên tục" trong hai năm đầu phát hành. Ở trong nước, họ đã bán được 749.749 bản khác và kiếm được 20,32 triệu đô la từ tháng 1 đến tháng 10 năm 2000, theo PC Data. Những con số này đã tăng lên 1,25 triệu bản (32,99 triệu đô la) vào cuối năm nay, khiến nó trở thành tựa game máy tính lớn thứ hai bán chạy nhất năm 2000, chỉ sau The Sims. Thành công của RollerCoaster Tycoon tiếp tục vào năm 2001: nó được đặt lại ở vị trí số 2 trong năm, sau The Sims, và kiếm được 21,9 triệu đô la với doanh thu 953.953 bản. Đến tháng 7 năm 2002, RollerCoaster Tycoon đã bán được hơn bốn triệu bản.

## Di sản
Một số phần tiếp theo sẽ nối tiếp RollerCoaster Tycoon và các bản mở rộng của nó: RollerCoaster Tycoon 2, RollerCoaster Tycoon 3, RollerCoaster Tycoon 3D, RollerCoaster Tycoon 4 Mobile và RollerCoaster Tycoon World. Các tính năng được tìm thấy trong trò chơi này, cùng với RollerCoaster Tycoon 2, đã được đưa vào RollerCoaster Tycoon Classic vào năm 2017. Một số tàu lượn siêu tốc do người dùng tạo đã nhận được sự chú ý của truyền thông sau khi đoạn phim về chúng được đăng trên nhiều diễn đàn hình ảnh và phương tiện truyền thông xã hội. Vào năm 2010, một bộ phim chuyển thể có thời lượng dài đã được thiết lập để bắt đầu sản xuất, vì Sony Pictures Animation đã chọn trước các quyền ưu tiên mua trước đối với loạt. Harald Zwart được cho là nhà sản xuất điều hành của bộ phim.